# Bibliofilatelia

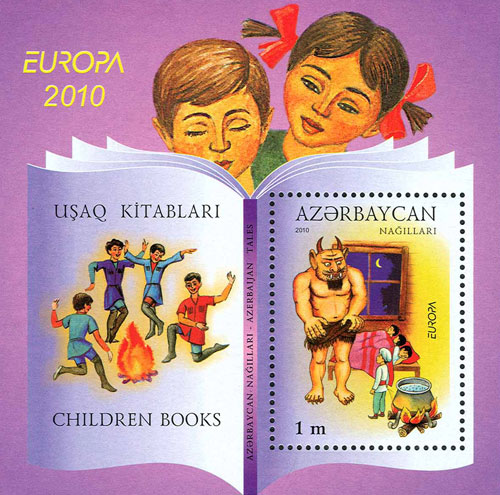

Bibliofilatelia – proces tworzenia kolekcji znaczków pocztowych i innych walorów filatelistycznych o treści wiążącej się z książką w najszerszym tego wyrazu znaczeniu, a więc także z jej dziejami, instytucjami i zasłużonymi dla jej rozwoju ludźmi, ukazująca również inspiracje edukacyjne książki.
Szczególnym przykładem kolekcji bibliofilatelistycznej są zbiory znaczków poświęconych samym bibliotekom.